# Joan Taylor
Joan Taylor (n. 18 august 1929, Geneva, statul Illinois – d. 4 martie 2012, Santa Monica, statul California) a fost o actriță americană de film și televiziune.

## Biografie
S-a născut ca Rose Marie Emma la Geneva, Illinois. Tatăl ei, Joseph Emma, era de origine italiană, din Sicilia, iar mama sa, Amelia Berky, de origine austriacă și a devenit o dansatoare/cântăreață de vodevil.
Taylor s-a căsătorit cu Leonard Freeman în 1953 cu care a avut trei fiice. După ce contractul său pentru programul TV The Rifleman s-a încheiat, ea s-a retras din actorie pentru a-și crește copiii. După ce Freeman a murit în ianuarie 1974, ca urmare a unei intervenții chirurgicale cardiace, Taylor a început să negocieze cu Leonard Freeman Productions pentru a juca în serialul Hawaii Five-O sub numele Rose Freeman. Ea a mers la cel puțin o convenție Five-O pentru a vorbi cu fanii.
Împreună cu fata sa mai mare a început să scrie scenariul pentru comedia Fools Rush In (film din 1997) cu Matthew Perry și Salma Hayek.
Taylor s-a recăsătorit cu regizorul și producătorul TV Walter Grauman în 1976, deși, ulterior, cuplul a divorțat.

## Filmografie

### Televiziune
- Split (1989) ca turist
- 77 Sunset Strip ca Beth Collins (1 episod, 1963)
- The Rifleman ca Milly Scott (18 episoade, 1960–1962)
- The Dick Powell Show (1 episod, 1962)
- Bronco ca Lorain (1 episod, 1962)
- My Three Sons ca Muriel Stewart (1 episod, 1961)
- Rawhide ca Paibada (1 episod, 1961)
- The Detectives Starring Robert Taylor ca Myrna Fontaine (1 episod, 1961)
- Lock Up ca Lauren Bodret (1 episod, 1960)
- Colt .45 ca Dr. Ellen McGraw (1 episod, 1959)
- The Millionaire as Mary Ann Wilson (1 episod, 1959)
- The Texan (1 episod, 1959)
- Philip Marlowe ca Julie Kenton (1 episod, 1959)
- Men Into Space ca Carol Gordon (1 episod, 1959)
- 21 Beacon Street ca Ruth (2 episoade, 1959)
- U.S. Marshal ca Maryjo (1 episod, 1959)
- Gunsmoke ca Anna Wheat (1 episod, 1959)
- Peter Gunn ca Liz Taylor (1 episod, 1958)
- Yancy Derringer ca Lavinia Lake (1 episod, 1958)
- Zane Grey Theater ca Rose Bailey (1 episod, 1958)
- Mike Hammer ca Diane Baxter / (2 episoade, 1958)

### Filme artistice
- Wagon Train ca Bright Star (1 episod, 1958)
- Omar Khayyam (1957) ca Yaffa
- 20 Million Miles to Earth (1957) ca Marisa Leonardo
- War Drums (1957) ca Riva
- Earth vs. the Flying Saucers (1956) - Carol Marvin
- Girls in Prison (1956) ca Anne Carson
- Fort Yuma (1955) ca Francesca
- Apache Woman (1955) ca Anne LeBeau
- Rose Marie (1954) ca Wanda
- War Paint (1953) ca Wanima
- Off Limits (1953) ca Helen
- The Savage (1952) ca Luta
- On Dangerous Ground (1952) (nemenționată) ca Hazel
- Last Date (1950) ca Jeanne
- Fighting Man of the Plains (1949) ca Evelyn Slocum